# Stolnica Vnebovzetja Matere božje, Varna
Stolnica Vnebovzetja Matere božje (bolgarsko катедрален храм Успение Богородично, latinizirano: Katedralen Hram Uspenie Bogorodično ali bolgarsko Успение Пресвятия Богородици, latinizirano: Uspenie Presvjatija Bogorodici) je največja cerkvena stavba v Varni in tretja največja cerkev v Bolgariji (za cerkvijo Aleksandra Nevskega v Sofiji in stolnico sv. Dimitrija v Vidinu). Uradno je bila odprta 30. avgusta 1886. Je rezidenca škofije Varna in Preslav ter eden od simbolov Varne.

## Zgodovina

### Priprave in načrtovanje
Med obiskom ruskega kneza Dondukova-Korsakova v Varni je ta opazil potrebo po stolni cerkvi, ki bi ustrezala potrebam naraščajočega mestnega prebivalstva vzhodnih pravoslavnih kristjanov. Metropolit Simeon je zbral skupnost, da bi izvolili komisijo za pripravo gradnje nove cerkve, zlasti izbiro kraja, zbiranje denarja in zagotovitev lesa in gradbenega materiala. Gradnja je bila ocenjena na 300–400.000 francoskih frankov, večino naj bi zbrali s prostovoljnimi prispevki. Prvotno zbranih 15.000 frankov je bilo hitro porabljenih, vendar je bolgarska vlada odobrila znesek 100.000 levov in loterija 150.000 vstopnic za 2 leva.
Za gradnjo stolnice so bili uporabljeni predvsem materiali iz okolice Varne. Zbrani so bili kamni iz uničenih mestnih obzidij, material za fasado je bil pripeljan iz sosednjih vasi Ljuben Karavelovo in Kumanovo, notranji stebri so bili izdelani iz lokalnega kamna. Za zunanje stebre pod okni je bil uporabljen kamen iz Rouse, oboki pa so bili izdelani iz apnenca. Iz Anglije so pripeljali bakrene plošče za streho, pa tudi dvižne naprave za dviganje kamnitih blokov.
Temeljni kamen je položil bolgarski knez Aleksander I. 22. avgusta 1880 po slovesnem obredu in molitvi pred množico Bolgarov in Armencev. Knez je amnestiral vse lokalne zapornike, ki jim je ostalo še tri mesece ali manj v zaporu.
Ime, ki je bilo izbrano, Vnebovzetje Matere Božje, je bilo v spomin na soprogo ruskega carja Marijo Aleksandrovno, bolgarsko dobrotnico in teto bolgarskega kneza, ki je nedavno umrla.
Prvotno izbrano mesto knezom ni bilo všeč, raje se je odločil za lokacijo na hribu v takratnem obrobju mesta, kjer bi lahko uredili tudi vrt in bi bila vidna iz celega mesta.

### Gradnja
Projekt za stolnico, oblikovano po templju v palači Peterhof, je izdelal odeški arhitekt po imenu Maas. Gradnja se je začela takoj po postavitvi temeljnega kamna in je trajala šest let. Sprva je lokalna vlada z arhitektom sklenila pogodbo v vrednosti 6000 levov, vendar je kmalu zaprosil za dodatna sredstva, zato se je komisija odločila, da odkupi njegove načrte, in ga ne vključi v gradnjo. Tako so bili temelji postavljeni po Maasovem načrtu, sama stavba pa je sledila načrtu občinskega arhitekta P. Kupke.
Po projektu je stolnica triladijska bazilika s kupolo nad križiščem; glavni oltar je posvečen Marijinemu vnebovzetju, severni svetemu Aleksandru Nevskemu in južni svetemu Nikolaju Čudodelniku.
Vprašanje izbire gradbenega mojstra je potekalo poleti 1880, vendar so se pogajanja s Kolju Fičetom iz Trnova izkazala za neuspešna. Lokalni mojster Vasil Ivanov je dobil začasno vodstvo, vendar je bilo delo po dolgem iskanju dodeljeno Janku Kostandiju. 15. marca 1884 je komisija nalogo zaupala Genču Kančevu iz Trjavne. Naslednje leto je bil tempelj postavljen, septembra dokončana streha in 30. avgusta 1886 je bila prva cerkvena služba.

### Opremljanje
Z opremljanjem notranjosti pa se je nadaljevalo tudi v naslednjih letih. Škofovski prestol, delo Nika Mavrudija, je bil postavljen leta 1897, ikonostas je izdelal kasneje mojster Ivan Filipov iz Debra. Odločili so se, da novega in ločenega zvonika ne bodo postavili, temveč bodo dvignili kupolo in del prvotne stavbe prilagodili temu namenu. Zvon naj bi tehtal 1,6 tone in imel napis »V čast osvoboditelju«. 42 malih in 3 velike ikone je leta 1901 prinesel iz Rusije kot darilo Nikolaj II. Ruski, dodatnih 8 za srednja in severna vrata pa leta 1904. Cerkvena tla so bila leta 1911 pokrita s keramičnimi ploščicami različnih barv, balkon je bil dokončan štiri leta pozneje.
38 m visok zvonik je med letoma 1941 in 1943 v celoti postavil arhitekt Stefan Venedikt Popov, kupole so takrat dobile današnjo podobo, vgradili so parno ogrevanje in spremenili konstrukcijo strehe. Sprva je bilo zelo težko najti izvajalca, ki bi sponzoriral popravila, pa tudi zavarovanje in transport materiala. Okrasitev stolnice Marijinega vnebovzetja se je začela po letu 1949 pod vodstvom profesorja N. Rostovceva, ki je podaril stenske poslikave narteksa. Lestenci, ki so bili takrat nameščeni, so delo rezbarja P. Kušleva.
Velika poslikana okna so bila vgrajena v 1960-ih. Na večjih južnih (proti trgu) sta upodobljena sveta Ciril in Metod, na severnih pa sv. Angelarij in sveti Klemen Ohridski.
Od patine poškodovane bakrene kupole so bile rekonstruirane in pozlačene spomladi 2000. Istega leta je bila obnovljena tudi fasada.
2003 – obnova fresk, postavljena zunanja razsvetljava.
V letu 2020 se je začela nova obnova kupol – celovito popravilo strehe in pločevinastih kritin ter popravilo in pozlato petih kupol in kupole zvonika.